# 鄭序
鄭序（1409年—？），字志禮，福建福州府長樂縣人，民籍。明朝政治人物。

## 生平
正統三年（1438年）舉戊午科福建鄉試。正統七年（1442年），登壬戌科進士，授刑部主事，历任兵部郎中，湖广参议。

## 家族
曾祖父鄭魁。祖父鄭叔年。父亲鄭祿。